# Çiftlikköy, Lüleburgaz
Çiftlikköy là một xã thuộc huyện Lüleburgaz, tỉnh Kırklareli, Thổ Nhĩ Kỳ. Dân số thời điểm năm 2011 là 943 người.